# Fries (släkter)
Fries är ett ursprungligen tyskt efternamn. Namnet har burits av flera svenska släkter med etablerade särskiljande beteckningar:
- Fries (Eliassläkten) från Femsjö i Småland, stammar ursprungligen från fältväbeln Joen Bryntesson (död 1679) född i Västergötland.
  - Elias Fries (1794–1878), professor, botanist, mykolog
  - Thore M. Fries (1832–1913), professor, botanist
  - Robert Fries (1840–1908), läkare, botanist
  - Robert Elias Fries (1876–1966), professor, botanist
  - Harald Fries (1878–1963), järnvägsläkare, botanist
  - Thore Fries (1875–1951), provinsialläkare
  - Thore Fries den yngre (1886–1930), professor, botanist
  - Nils Fries (1912–1994), professor, botanist
  - Lisbeth Fries (1916–2015), professor, botanist
  - Magnus Fries (1917–1987), professor, växtbiolog
  - Sigurd Fries (1924–2013), professor, språkvetare
  - Ulla Fries (född 1946), konstnär
  - Erik Fries (född 1949), professor, cellbiolog

- Fries (Närkessläkten) från Sköllersta, stammar från ryttaren Halsten Nilsson (död efter 1651).
  - Nils Fries (borgmästare) (1713–1766), borgmästare i Örebro och riksdagsman
  - Claes Henrik Fries (1778—1849), jurist, brukspatron, riksdagsman
  - Patrik Constantin Fries (1826–1905), svensk militär
  - Ellen Fries (1855–1900), historiker
  - Karl Fries (1861–1943), KFUM-ledare
  - Lena Fries-Gedin (född 1931), översättare

- Fries (Skånesläkten) från Raus, stammar från klockaren Jöran Fries (död 1762).
  - Bengt Fries (1799–1839), zoolog
  - Samuel Fries (1867–1914), präst
  - Martin Fries (1873–1961), skolman
  - Elias Fries (1876–1923), civilingenjör
  - Carl Fries (1895–1982), författare, zoolog, ekolog
  - Martin Fries (1898–1969), skolman